# Turneul Campioanelor WTA 2017
Turneul Campioanelor WTA 2017, cunoscut și ca WTA Finals 2017, este un turneu feminin de tenis care se joacă la Kallang, Singapore, între 22 și 29 octombrie 2016. Acesta este turneul cu care se încheie sezonul pentru cele mai bune jucătoare la simplu și la dublu din Circuitul WTA.

## Turneul
Turneul Campioanelor WTA are loc în perioada 22-29 octombrie, la Singapore Indoor Stadium din Singapore. Este a 47-a ediție a turneului de simplu și a 42-a ediție a turneului de dublu.. Singapore este cel de-al nouălea oraș care găzduiește acest turneu de la înființarea sa în 1972 și va găzdui acest turneu pentru cel puțin cinci ani.

### Format
Turneul Campioanelor WTA are un format de grupă, cu opt jucătoare / echipe împărțite în două grupe de câte patru. Toate meciurile de simplu se joacă după sistemul cel mai bun din trei seturi (cu tie-break), inclusiv finala. Toate meciurile de dublu se joacă în două seturi cu un Super Tie-break, dacă este nevoie.

### Calificarea la turneu
La simplu, punctele din Clasament WTA se calculează prin însumarea totalului punctelor din șaisprezece turnee. Din cele șaisprezece turnee, se vor include obligatoriu rezultatele din cele patru turnee de Mare Șlem, cele patru turnee Premier Mandatory și cele mai bune rezultate din două din turneele Premier 5.
La dublu, totalul punctelor este calculat ca orice combinație de unsprezece turnee de-a lungul anului. Spre deosebire de proba de simplu, această combinație nu trebuie să includă rezultatele din Marile Șlem-uri sau din turneele Premier.

## Jucătoare calificate

### Simplu
- Jucătoarele în auriu sunt cele calificate.
- Jucătoarea scrisă cu litere îngroșate a câștigat turneul.
- Jucătoarea în maro s-a retras înainte de începerea turneului.
- Jucătoarele în gri sunt confirmate ca jucătoare de rezervă.
- Rundele și punctele scrise cu litere înclinate sunt puncte din alte turnee care au fost înlocuite conform regulilor competiției.

| Loc     | Jucător             | Mare Șlem | Mare Șlem | Mare Șlem | Mare Șlem | Premier Mandatory | Premier Mandatory | Premier Mandatory | Premier Mandatory | Premier 5 | Premier 5              | Cele mai bune alte rezultate | Cele mai bune alte rezultate | Cele mai bune alte rezultate | Cele mai bune alte rezultate | Cele mai bune alte rezultate | Cele mai bune alte rezultate | Total puncte | Turnee | Titluri |
| ------- | ------------------- | --------- | --------- | --------- | --------- | ----------------- | ----------------- | ----------------- | ----------------- | --------- | ---------------------- | ---------------------------- | ---------------------------- | ---------------------------- | ---------------------------- | ---------------------------- | ---------------------------- | ------------ | ------ | ------- |
| Loc     | Jucător             | AUS       | FRA       | WIM       | USO       | IW                | MIA               | MAD               | BEI               | 1         | 2                      | 1                            | 2                            | 3                            | 4                            | 5                            | 6                            | Total puncte | Turnee | Titluri |
| 1       | Simona Halep        | T1 10     | F 1300    | SF 430    | T1 10     | R32 65            | SF 215            | C 1000            | F 650             | F 585     | bgcolor= thistle F 585 | S 350                        | S 185                        | SF 100                       | SF 100                       | SF 60                        | R16 30                       | 5.675        | 17     | 1       |
| 2       | Garbiñe Muguruza    | SF 430    | R16 240   | C 2000    | R16 240   | SF 215            | R16 120           | R64 10            | R64 10            | C 900     | S 350                  | SF 190                       | SF 190                       | S 185                        | S 185                        | S 185                        | S 185                        | 5.635        | 20     | 2       |
| 3       | Karolína Plíšková   | SF 430    | S 780     | R64 70    | SF 430    | S 390             | S 390             | R32 65            | R16 120           | S 350     | SF 190                 | C]] 470                      | C]] 470                      | C]] 470                      | SF 190                       | SF 190                       | SF 100                       | 5.105        | 19     | 3       |
| 4       | Elina Svitolina     | R32 130   | SF 430    | R16 240   | R16 240   | R16 120           | R64 10            | R64 10            | SF 215            | C 900     | C 900                  | C 900                        | C 280                        | C 280                        | S 185                        | R16 105                      | R16 55                       | 5.000        | 17     | 5       |
| 5       | Venus Williams      | F 1300    | R16 240   | F 1300    | S 780     | SF 215            | S 390             | A 0               | A 0               | SF 190    | R16 105                | R32 60                       | R16 30                       | R16 30                       | R16 1                        | R32 1                        |                              | 4.642        | 13     | 0       |
| 6       | Caroline Wozniacki  | R32 130   | SF 430    | R16 240   | R64 70    | SF 215            | F 650             | R32 65            | R16 120           | F 585     | F 585                  | C 470                        | F 305                        | F 305                        | SF 190                       | F 180                        | SF 100                       | 4.640        | 21     | 1       |
| 7       | Jeļena Ostapenko    | R32 130   | C 2000    | SF 430    | R32 130   | R64 35            | R128 10           | R32]] 25†         | S 390             | SF 350    | R32 90                 | F 305                        | C 280                        | S 110                        | S 110                        | SF 60                        | R16 55                       | 4.510        | 20     | 2       |
| 8       | Caroline Garcia     | R32 130   | SF 430    | R16 240   | R32 130   | R16 120           | R64 10            | R64 10            | C 1000            | C 900     | SF 190                 | S 110                        | S 110                        | S 110                        | S 110                        | SF 100                       | F 95                         | 3.795        | 23     | 2       |
| Rezerve |                     |           |           |           |           |                   |                   |                   |                   |           |                        |                              |                              |                              |                              |                              |                              |              |        |         |
| 9       | Johanna Konta       | SF 430    | R128 10   | S 780     | R128 10   | R32 65            | C 1000            | R64 10            | R64 10            | SF 190    | A 0                    | C 470                        | S 185                        | F 180                        | S 110                        | R16 105                      | R16 55                       | 3.610        | 19     | 2       |
| 10      | Kristina Mladenovic | R128 10   | SF 430    | R64 70    | R128 10   | S 390             | R64 10            | F 650             | R64 10            | R16 105   | R16 30‡                | C 470                        | F 305                        | F 180                        | SF 100                       | SF 60                        | R16 55                       | 2.885        | 22     | 1       |
| 11      | Svetlana Kuznetsova | R16 240   | R16 240   | SF 430    | R64 70    | F 650             | R16 120           | S 390             | R64 10            | SF 190    | R16 105                | SF 100                       | SF 100                       | SF 100                       | R16 55                       | R16 55                       | R32 1                        | 2.856        | 16     | 0       |

### Dublu
- Echipele în auriu sunt cele calificate.
- Echipele scrise cu litere îngroșate au câștigat turneul.
- Echipele în maro s-au retras înainte de începerea turneului chiar dacă s-au calificat.
- Echipele în auriu închis s-au retras după ce s-au calificat.
- Echipele în maro închis au o jucătoare care s-a calificat cu o altă parteneră, făcând astfel ca echipa respectivă să nu se poată califica.
- Jucătoarele în gri sunt confirmate ca jucătoare de rezervă.
- Rundele și punctele scrise cu litere înclinate sunt puncte din alte turnee care au fost înlocuite conform regulilor competiției.

| Loc       | Echipa                                                   | Puncte | Puncte | Puncte  | Puncte  | Puncte  | Puncte  | Puncte  | Puncte  | Puncte  | Puncte  | Puncte  | Total Puncte | Turnee | Titluri |
| Loc       | Echipa                                                   | 1      | 2      | 3       | 4       | 5       | 6       | 7       | 8       | 9       | 10      | 11      | Total Puncte | Turnee | Titluri |
| --------- | -------------------------------------------------------- | ------ | ------ | ------- | ------- | ------- | ------- | ------- | ------- | ------- | ------- | ------- | ------------ | ------ | ------- |
|           |                                                          |        |        |         |         |         |         |         |         |         |         |         |              |        |         |
| 1         | Chan Yung-jan (TPE) · Martina Hingis (SUI)               | W 2000 | W 1000 | W 1000  | W 1000  | W 900   | W 900   | W 900   | SF 780  | W 470   | QF 430  | SF 390  | 9.770        | 15     | 9       |
| 2         | Ekaterina Makarova (RUS) · Elena Vesnina (RUS)           | W 2000 | W 900  | W 900   | F 585   | QF 430  | QF 430  | SF 390  | SF 390  | F 305   | R16 240 | QF 215  | 6.785        | 14     | 3       |
| —         | Bethanie Mattek-Sands (USA) · Lucie Šafářová (CZE)       | W 2000 | W 2000 | W 470   | SF 390  | R32 130 | R16 120 | R16 10  |         |         |         |         | 5.120        | 7      | 3       |
| 3         | Ashleigh Barty (AUS) · Casey Dellacqua (AUS)             | F 1300 | W 470  | QF 430  | QF 430  | SF 350  | F 305   | F 305   | W 280   | W 280   | QF 190  | R32 130 | 4.470        | 16     | 3       |
| 4         | Tímea Babos (HUN) · Andrea Hlaváčková (CZE)              | F 650  | F 650  | W 470   | QF 430  | SF 350  | W 280   | W 280   | W 280   | R16 240 | QF 190  | SF 185  | 4.005        | 15     | 3       |
| —         | Lucie Hradecká (CZE) · Kateřina Siniaková (CZE)          | F 1300 | SF 780 | F 650   | F 305   | R16 240 | QF 215  | F 180   | F 180   | R64 10  | R32 10  | R16 1   | 3.871        | 14     | 0       |
| 5         | Anna-Lena Grönefeld (GER) · Květa Peschke (CZE)          | SF 780 | F 585  | W 280   | R16 240 | QF 215  | QF 190  | SF 185  | SF 185  | R16 120 | R16 120 | R16 105 | 3.005        | 22     | 1       |
| 6         | Gabriela Dabrowski (CAN) · Xu Yifan (CHN)                | W 1000 | W 470  | QF 430  | R16 240 | QF 215  | QF 190  | SF 185  | R16 120 | QF 60   | R64 10  | R32 1   | 2.921        | 14     | 2       |
| —         | Andrea Hlaváčková (CZE) · Peng Shuai (CHN)               | F 1300 | F 585  | SF 390  | W 280   | R16 120 | QF 100  | R16 1   |         |         |         |         | 2.776        | 7      | 1       |
| 7         | Andreja Klepač (SLO) · María José Martínez Sánchez (ESP) | W 470  | QF 430 | R16 240 | R16 240 | R16 240 | QF 215  | QF 215  | SF 185  | R16 120 | SF 110  | R16 105 | 2.570        | 23     | 1       |
| 8         | Kiki Bertens (NED) · Johanna Larsson (SWE)               | W 280  | W 280  | W 280   | W 280   | R16 240 | R16 240 | QF 215  | R32 130 | R16 120 | R16 105 | QF 100  | 2.270        | 14     | 4       |
| Alternate |                                                          |        |        |         |         |         |         |         |         |         |         |         |              |        |         |
| –         | Sania Mirza (IND) · Peng Shuai (CHN)                     | SF 780 | SF 390 | SF 350  | SF 350  | QF 190  |         |         |         |         |         |         | 2.060        | 5      | 0       |
| 9         | Shuko Aoyama (JPN) · Yang Zhaoxuan (CHN)                 | F 585  | W 280  | R16 240 | QF 215  | W 150   | R32 130 | R16 120 | SF 110  | QF 100  | QF 60   | R64 10  | 2.000        | 15     | 2       |

## Grupele
Jucătoarele au fost împărțite în două grupe, roșu și alb, reprezentând culorile drapelului statului Singapore.
| Grupa Roșie: Simona Halep, Elina Svitolina & Caroline Wozniacki și Caroline Garcia  |
| Grupa Albă: Garbiñe Muguruza, Karolína Plíšková, Venus Williams și Jeļena Ostapenko |

## Sumarul pe zile

### Ziua 1 (22 octombrie 2017)
| Meciuri                                | Meciuri               | Meciuri              | Meciuri            |
| Eveniment                              | Câștigătoare          | Învinsa              | Scor               |
| -------------------------------------- | --------------------- | -------------------- | ------------------ |
| Turneul Campioanelor WTA 2017 – Simplu | Karolína Plíšková [3] | GVenus Williams [5]  | 6–2, 6–2           |
| Turneul Campioanelor WTA 2017 – Simplu | Garbiñe Muguruza [1]  | Jeļena Ostapenko [7] | 7–6(7–5), 2-6, 6-3 |

### Ziua a 2-a (23 octombrie 2017)
| Meciuri                                | Meciuri                | Meciuri             | Meciuri  |
| Eveniment                              | Câștigătoare           | Învinsa             | Scor     |
| -------------------------------------- | ---------------------- | ------------------- | -------- |
| Turneul Campioanelor WTA 2017 – Simplu | Simona Halep [1]       | Caroline Garcia [8] | 6–4, 6–2 |
| Turneul Campioanelor WTA 2017 – Simplu | Caroline Wozniacki [6] | Elina Svitolina [4] | 6–2, 6–0 |

### Ziua a 3-a (24 octombrie 2017)
| Meciuri                                | Meciuri               | Meciuri              | Meciuri            |
| Eveniment                              | Câștigătoare          | Învinsa              | Scor               |
| -------------------------------------- | --------------------- | -------------------- | ------------------ |
| Turneul Campioanelor WTA 2017 – Simplu | Venus Williams [5]    | Jeļena Ostapenko [7] | 7–5, 6–7(3–7), 7–5 |
| Turneul Campioanelor WTA 2017 – Simplu | Karolína Plíšková [3] | Garbiñe Muguruza [2] | 6–2, 6–2           |

### Ziua a 4-a (25 octombrie 2017)
| Meciuri                                | Meciuri                                     | Meciuri                                     | Meciuri |
| Eveniment                              | Câștigătoare                                | Învinsa                                     | Scor    |
| -------------------------------------- | ------------------------------------------- | ------------------------------------------- | ------- |
| Turneul Campioanelor WTA 2017 – Simplu | Simona Halep [1] vs. Caroline Wozniacki [6] | Simona Halep [1] vs. Caroline Wozniacki [6] |         |
| Turneul Campioanelor WTA 2017 – Simplu | Elina Svitolina [4] vs. Caroline Garcia [8] | Elina Svitolina [4] vs. Caroline Garcia [8] |         |

### Ziua a 5-a (26 octombrie 2017)
| Meciuri                                | Meciuri                           | Meciuri                                        | Meciuri  |
| Eveniment                              | Câștigătoare                      | Învinsa/Învinse                                | Scor     |
| -------------------------------------- | --------------------------------- | ---------------------------------------------- | -------- |
| Turneul Campioanelor WTA 2017 – Simplu | Jeļena Ostapenko [7]              | Karolína Plíšková [3]                          | 6–3, 6–1 |
| Turneul Campioanelor WTA 2017 – Simplu | Venus Williams [5]                | Garbiñe Muguruza [2]                           | 7–5, 6–4 |
| Turneul Campioanelor WTA 2017 – Dublu  | Tímea Babos Andrea Hlaváčková [3] | Andreja Klepač María José Martínez Sánchez [7] | 6–3, 6–4 |
| Turneul Campioanelor WTA 2017 – Dublu  | Chan Yung-jan Martina Hingis [1]  | Anna-Lena Grönefeld Květa Peschke [6]          | 6–3, 6–2 |

### Ziua a 6-a (27 octombrie 2017)
| Meciuri                                | Meciuri                              | Meciuri                            | Meciuri                  |
| Eveniment                              | Câștigătoare                         | Învinsa/Învinse                    | Scor                     |
| -------------------------------------- | ------------------------------------ | ---------------------------------- | ------------------------ |
| Turneul Campioanelor WTA 2017 – Simplu | Caroline Garcia [8]                  | Caroline Wozniacki [6]             | 0–6, 6–3, 7–5            |
| Turneul Campioanelor WTA 2017 – Simplu | Elina Svitolina [4]                  | Simona Halep [1]                   | 6–3, 6–4                 |
| Turneul Campioanelor WTA 2017 – Dublu  | Kiki Bertens Johanna Larsson [8]     | Ashleigh Barty Casey Dellacqua [3] | 7–6(9–7), 6–7(1–7), 10–6 |
| Turneul Campioanelor WTA 2017 – Dublu  | Ekaterina Makarova Elena Vesnina [2] | Gabriela Dabrowski Xu Yifan [6]    | 6–1, 6–1                 |

### Ziua a 7-a (28 octombrie 2017)
| Meciuri                                | Meciuri                           | Meciuri                              | Meciuri            |
| Eveniment                              | Câștigătoare                      | Învinsa/Învinse                      | Scor               |
| -------------------------------------- | --------------------------------- | ------------------------------------ | ------------------ |
| Turneul Campioanelor WTA 2017 – Simplu | Caroline Wozniacki [6]            | Karolína Plíšková [3]                | 7–6(11–9), 6–3     |
| Turneul Campioanelor WTA 2017 – Simplu | Venus Williams [5]                | Caroline Garcia [8]                  | 6–7(3–7), 6–2, 6–3 |
| Turneul Campioanelor WTA 2017 – Dublu  | Tímea Babos Andrea Hlaváčková [3] | Chan Yung-jan Martina Hingis [1]     | 6–4, 7–6(7–5)      |
| Turneul Campioanelor WTA 2017 – Dublu  | Kiki Bertens Johanna Larsson [8]  | Ekaterina Makarova Elena Vesnina [2] | 6–4, 6–3           |

### Ziua a 8-a (29 octombrie 2017)
| Meciuri                                | Meciuri                           | Meciuri                          | Meciuri        |
| Eveniment                              | Câștigătoare                      | Învinsa/Învinse                  | Scor           |
| -------------------------------------- | --------------------------------- | -------------------------------- | -------------- |
| Turneul Campioanelor WTA 2017 – Simplu | Caroline Wozniacki [6]            | Venus Williams [5]               | 6–4, 6–4       |
| Turneul Campioanelor WTA 2017 – Dublu  | Tímea Babos Andrea Hlaváčková [3] | Kiki Bertens Johanna Larsson [8] | 4–6, 6–4, 10–5 |

## Campioane

### Simplu
- Caroline Wozniacki v.  Venus Williams, 6–4, 6–4

### Dublu
- Tímea Babos /  Andrea Hlaváčková v.  Kiki Bertens /  Johanna Larsson, 4–6, 6–4, 10–5

## Legături externe
- en Site web oficial